# Stelis trichoglottis
Stelis trichoglottis är en orkidéart som beskrevs av Carlyle August Luer och Dodson. Stelis trichoglottis ingår i släktet Stelis och familjen orkidéer. Inga underarter finns listade i Catalogue of Life.